# 咳中枢
咳中枢（せきちゅうすう、英: Cough center）は、咳嗽を制御する脳の領域である。脳幹の延髄にあり、咳止め薬は咳中枢に作用する。

## 構造
咳中枢の正確な位置と機能は、いまだに明らかになっていない。1838年にヨハネス・ペーター・ミュラーは延髄が咳反射を調整していることを観察したが、実験動物の麻酔薬としてモルヒネやアヘンなど咳を強く抑制する薬が一般的に使用されていたため、研究は遅れていた。さらに、咳中枢は呼吸中枢による呼吸リズム生成ネットワークと重複する可能性が高く、そのため、咳中枢は特定の領域というよりは、脳幹の呼吸および反射ネットワーク内の機能であると考えられる。
咳受容体は孤束核の中継ニューロンに投射され、その中継ニューロンから呼吸ネットワークの他の部分に投射される。特に前ベッツィンガー複合体は、咳反応の神経振動子として働く可能性がある。尾側延髄縫線核（暗縫線核と大縫線核）の一部は咳反応に不可欠であることが知られている。パターン生成と調節に関与する可能性のある他のシステムには、脳橋呼吸グループ、外側被蓋野、深部小脳核がある。これらに基づいて、呼吸・咳・嚥下をつかさどる仕組みが構築されている。咳は随意的な行動として起こったり抑制されたりするが、これは脳の高次システムからの制御を示唆している。自発的、抑制的、誘発的な咳の神経画像によると、多くの皮質領域が関与し、非随意的な咳嗽においても重要である可能性がある。対照的に、随意的な咳は髄質系を活性化しないようである。